# 川口盛外
川口 盛外（かわぐち たけと、1985年8月15日 - ）は、静岡県静岡市出身の元プロ野球選手、元社会人野球選手（投手）。

## 来歴・人物
静岡高校では3年生の夏に県大会で6試合登板し、甲子園出場へ貢献する。しかし甲子園では左肩痛の影響で登板は3回戦の常総学院戦での救援登板のみでチームもこの3回戦で敗れた。当時のチームメイトには黒田祐輔がいる。
早稲田大学への進学を目指すも故障の影響で入試前に行われる硬式野球部のセレクションは断念する。そこで当時の静岡高校野球部の監督が早大準硬式野球部出身だったこともあり、準硬式野球部に入部する。入学して故障が癒えると1年生から活躍し、大学通算34勝。準硬式野球の日本代表として中国遠征も経験している。卒業時にプロから育成選手での入団も打診されたが、王子製紙へ入社。社会人野球の同硬式野球部へ入部する。
入部してすぐに頭角を現すと第79回都市対抗野球大会予選の東海地区2次予選では4勝無敗でチーム1名だけに贈られる優秀選手賞を獲得。第79回都市対抗野球大会では2試合に登板し、準決勝の富士重工業戦では7回途中まで無失点と好投し、勝利投手となり決勝進出に貢献する。決勝での登板はなくチームは準優勝に終わるが、準決勝の好投が評価され若獅子賞を受賞。社会人2年目も第80回都市対抗野球大会に出場するが初戦敗退となった。
2009年10月29日に行われたプロ野球ドラフト会議で広島東洋カープから6位指名を受け、11月18日に仮契約。
2010年シーズンは、二軍で25試合に登板し防御率3.38を記録したが、翌2011年は二軍でも7試合の登板に終わり、10月13日に戦力外通告を受けた。12月2日に自由契約公示された。
2012年からは、王子製紙野球部に復帰して現役を続けた。なお、2018年限りで現役を退き、チームのマネージャーを務めた。
2016年の学生野球資格回復研修を受講したうえで、翌2017年2月7日に日本学生野球協会より学生野球資格回復の適性認定を受けたことにより、学生野球選手への指導が可能となる。

## 詳細情報

### 年度別投手成績
- 一軍公式戦出場なし

### 背番号
- 57 （2010年 - 2011年）